# Georg Eberhard Rumphius
Georg Eberhard Rumphius (originàriament: Rumpf; batejat cap a l'1 de novembre de 1627 – 15 de juny de 1702) va ser un botànic alemany que treballà per la Companyia Holandesa de l'Índia oriental en l'actual Indonèsia i és ben conegut per la seva obra Herbarium Amboinense. També va ser un etnògraf i va defensar el poble ambonès davant el colonialisme.

## Biografia

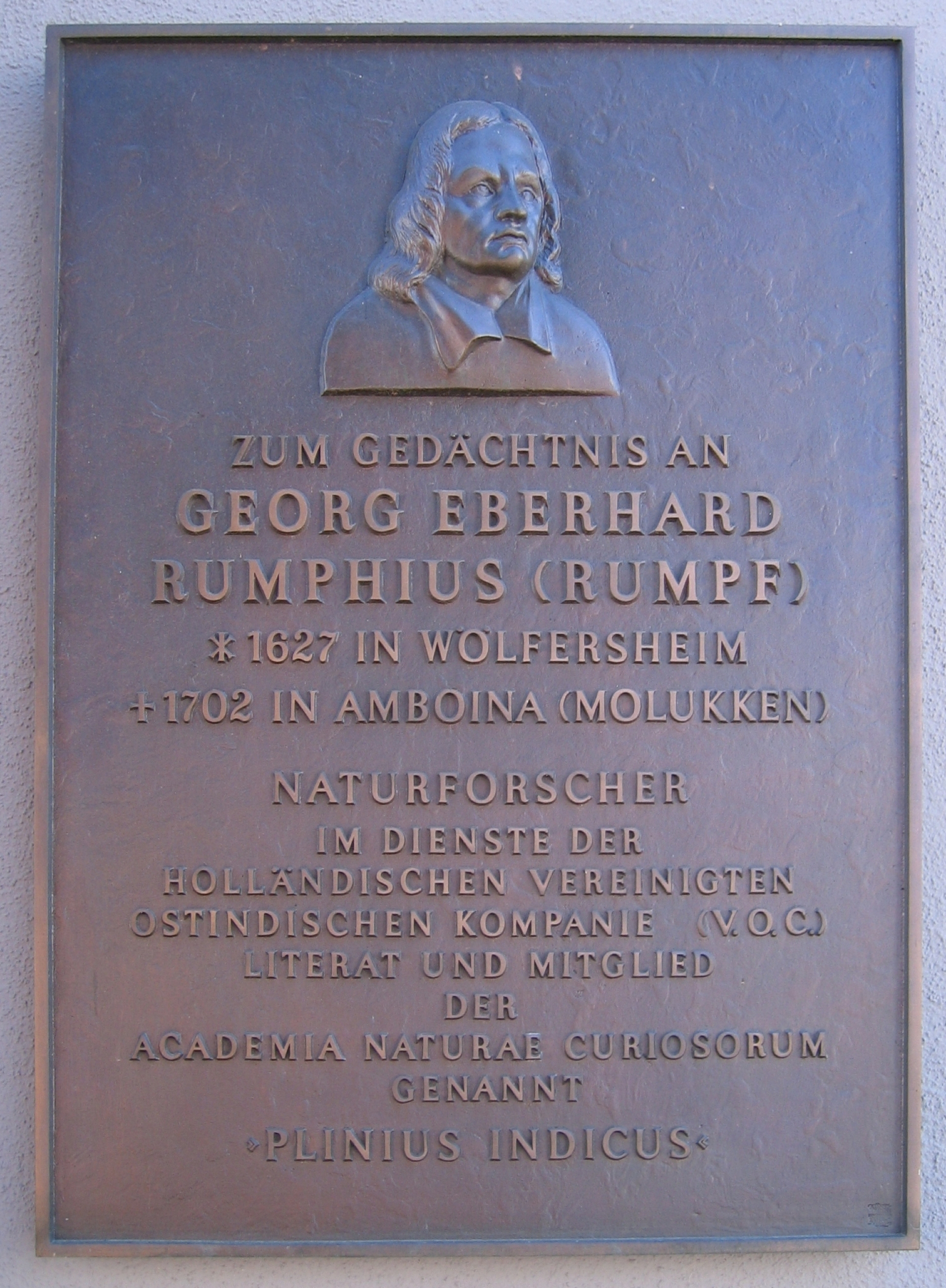
Placa a Wölfersheim

Rumphius es va criar a Wölfersheim i estudià al Gymnasium de Hanau. Des de jove coneixia bé la llengua neerlandesa. Va viure tres anys a Portugal, el 1649 retornà a Hanau.

## Mercader d'Ambon

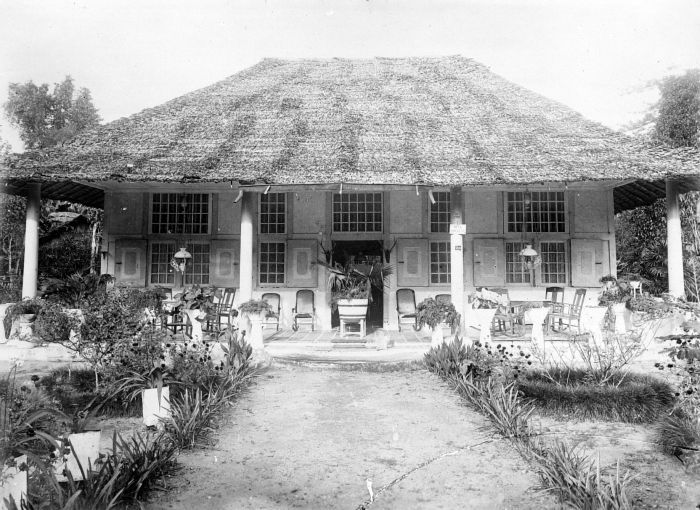
Casa de Rumphius a Ambon a la dècada de 1910.

El 1651 s'uní a la Companyia Holandesa de l'Índia Oriental (sota el nom de Jeuriaen Everhard Rumpf) el 1653 arribà a Batàvia i a les Illes Ambon el 1654. El 1657 tol oficial era d'enginyer. Pel seus estudis t com el Plinius Indicus (el Plini de les Índies).

## Herbarium Amboinense
Rumphius va ser l'autor de Het Amboinsche kruidboek o Herbarium Amboinense, un catàleg de la flora de l'illa Ambon (Amboina) dins l'actual Indonèsia), que va ser publicat pòsthumament el 1741. Aquesta obra cobreix 1.200 espècies. Posteriorment el seu treball va ajudar el de la classificació feta per Linnaeus. El seu treball dona la base per a l'estudi sobre la flora de les Moluques i la seva obra encara és citada actualment. També va enviar una col·lecció de conquilles als Medicis de la Toscana.

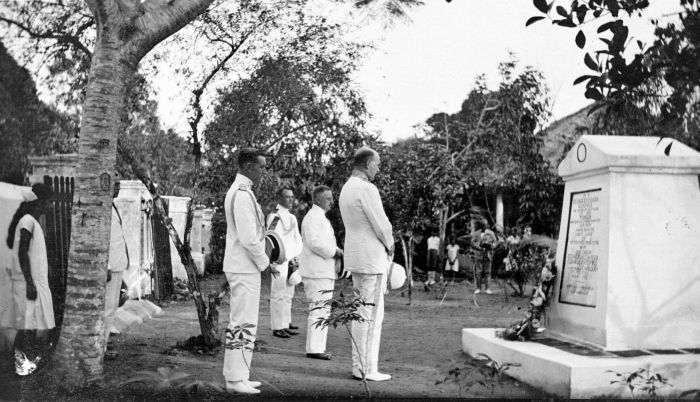
Memorial a Rumphius a Ambon.

Al final de la seva vida va quedar cec pel glaucoma però continuà treballant. La seva família morí a cau 
sa d'un tsunami.

## Obres
- Herbarium Amboinense, 1747.
- Amboinsche Rariteitkamer (Amboina Gabinet de curiositats, 1705)
- Amboinsche Historie (Història d'Amboina)
- Amboinsche Lant-beschrijvinge (una geografia social)

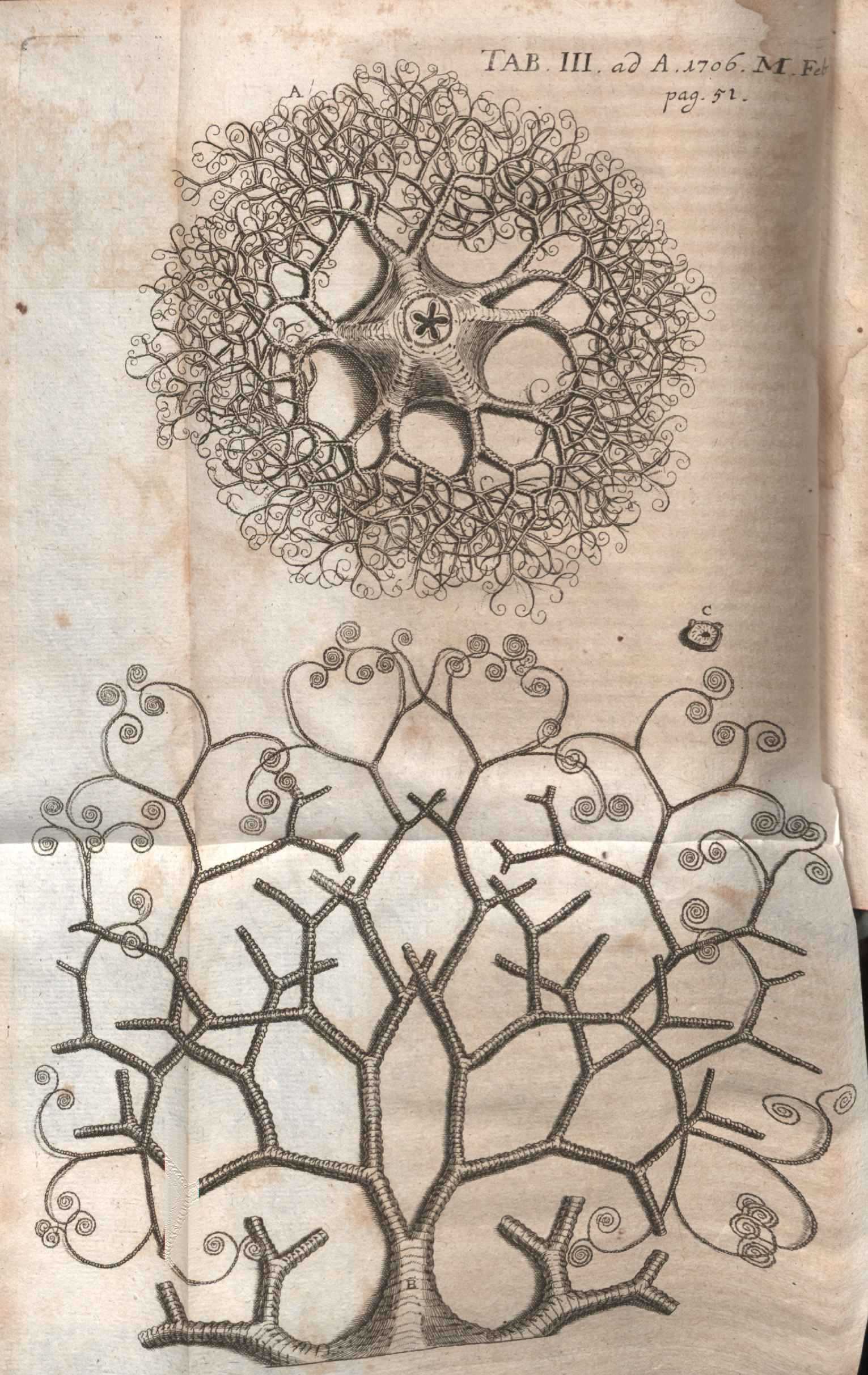
Illustració de la revisió a D'Amboinische Rariteitkamer... (Acta Eruditorum, 1706)

- Illustració de la revisió a D'Amboinische Rariteitkamer... (Acta Eruditorum, 1706)Amboinsch Dierboek (llibre sobre animals d'Amboina, perdut)